# Casimiro del Castillo
Casimiro del Castillo fue un hacendado y político peruano. 
Era propietario de la finca denominada Pampancochas en la provincia de Urubamba y formó parte de la familia "Del Castillo" conocida en la provincia de Anta por haber sido cercanas al gobierno de Ramón Castilla y estar en permanente enfrentamiento con otras familias de la provincia y contra las autoridades oficiales.
Fue elegido diputado por la provincia de Anta entre 1868 y 1871 durante el gobierno de José Balta y reelecto en 1872 durante el gobierno de Manuel Pardo.